# Barbaricum

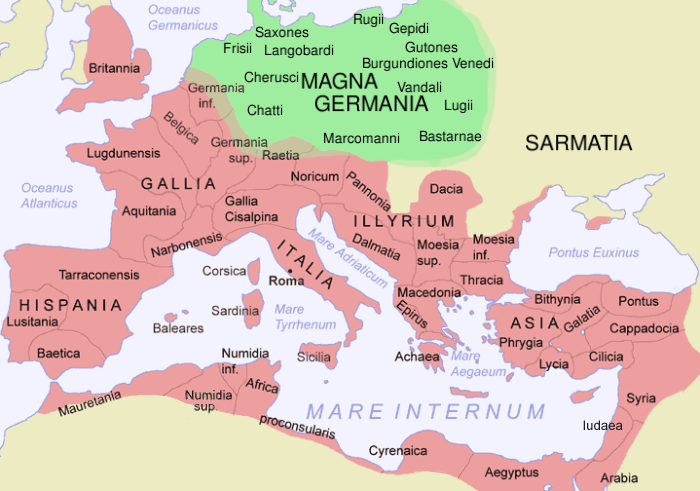
Les provinces romaines (en rose) et le territoire "Barbaricum" (en vert).

Barbaricum (du grec Βαρβαρικόν, « étranger », « barbare ») est un terme géographique utilisé par les historiens et les archéologues pour se référer à l’immense territoire situé, au temps des Romains, au-delà du limes dans le nord, le centre et le sud-est de l’Europe, « territoires situés au-delà du contrôle administratif de Rome, mais néanmoins considérés comme faisant partie de l’empire ». Au cours de l’Antiquité tardive, divers écrivains comme Ammianus Marcellin et Eutrope  l’utilisèrent pour décrire les territoires habités par diverses tribus au-delà du Rhin et du Danube, à l’exception de la Perse. La première mention que l’on ait conservée de ce terme remonte au IIIe siècle .

## Contexte
Dans la littérature scientifique, on emploie souvent de façon interchangeable les termes Germanie (traduction de Germania Magna) et Barbaricum ; toutefois, ces deux termes diffèrent légèrement tant sur le plan chronologique que géographique. À partir de la période des grandes migrations et jusqu’à l’Antiquité tardive, le territoire hors des frontières du limes décrit comme « Barbaricum » n’était pas seulement habité par des tribus germaniques, même si celles-ci représentaient la majorité de la population. Au cours des grandes migrations, Alains et Huns progressèrent sur ce territoire suivis, à partir du VIe siècle, des tribus slaves qui peuplèrent la région à l’est de l’Elbe (Albis), région que les Germains avaient en bonne partie abandonnée.
Il est important de souligner l’importance des contacts culturels, sociaux et économiques qui se sont développés entre le Barbaricum germanique et l’Empire romain depuis le début de la période impériale.  Aux périodes d’invasion barbares sporadiques au-delà du limes et de campagnes pour les repousser, comme les guerres de Valentinien Ier contre les Quades et les Sarmates en 375, succédaient des périodes de paix  issues de traités  comme celui conclu par Valens avec Athanaric, leader de la confédération des Goths du Danube, régularisant les échanges commerciaux et prévoyant des postes-frontières par où les marchandises pouvaient transiter. L’archéologie nous offre de nombreux artefacts romains trouvés sur le territoire du Barbaricum. Par ailleurs, nombreux furent les « barbares » qui purent faire carrière dans l’armée romaine  que ce soit celle d’Orient ou d’Occident ou occuper des postes importants dans son administration. Ainsi, Mallobaud  dans  la seconde moitié du IVe siècle, était à la fois un roi franc et un important général de l’armée romaine (comes domesticorum) qui, à ce titre, avait souvent combattu les Alamans au sein de l'armée romaine Enfin, tant leur commune opposition à Rome que les efforts de christianisation de celle-ci, forcèrent diverses tribus barbares, indépendantes les unes des autres, à se rapprocher et à créer des alliances comme la « Confédération des Goths du Danube » au IVe siècle.